# 白俄罗斯家园卫队

白俄羅斯家園衛隊的帽徽

白俄罗斯家园卫队是由白俄羅斯中央拉達组建的親納粹德國营级单位。白俄罗斯家园卫队活跃于1944年2月23日至1945年4月28日之间。兵员数一度达到20000人。在苏联红军重新控前白俄罗斯苏维埃社会主义共和国领土后，白俄罗斯家园卫队不复存在。